# 耶斯贝格
耶斯贝尔格是德国黑森州的一个市镇。总面积49.77平方公里，总人口2481人，其中男性1243人，女性1238人（2011年12月31日），人口密度50人/平方公里。